# Fulenn
Fulenn (с англ. — «Искра») — песня на бретонском языке французского музыканта Алвана и вокального трио Ахез, выпущенная 18 февраля 2022 года. Это второй раз, когда Франция выбирает песню, исполненную на бретонском, кельтском языке, на котором говорят в регионе Бретань, для участия в конкурсе.представляет страну на Евровидении, первое из которых состоялось в 1996 году.

## Выпуск песни
Песня была выпущена 16 февраля 2022 года вместе с другими 11 песнями, участвовавшими в национальном отборе «Eurovision France, c’est vous qui décidez !».

## На «Евровидении»
France 2 открыла период подачи заявок 21 июня 2021 года, чтобы заинтересованные артисты и авторы песен могли подать свои предложения через онлайн до крайнего срока 24 октября 2021 года. Песни должны были содержать не менее 70 % текстов на французском языке или французском региональном языке с учётом свободного языка для остальных текстов. По истечении крайнего срока французская телекомпания получила 3000 заявок. Прослушивания, на которых были представлены работы, отобранные из полученных заявок, проходили начиная с 6 января 2022 года в театре Apollo в Париже с двенадцатью заявками, отобранных для участия в национальном отборе, были объявлены 16 февраля 2022.
Песня «Fulenn» вошла в пятерку лучших в первом раунде. Во втором раунде эта песня победила, набрав 222 балла по результатам голосования жюри и телезрителей вместе взятых, и стала французской заявкой на конкурсе «Евровидение-2022».

## Чарты
| Чарт (2022)                           | Высшая позиция |
| ------------------------------------- | -------------- |
| Lithuania (AGATA)                     | 22             |
| Sweden Heatseeker (Sverigetopplistan) | 18             |